# Walter Bohne
Walter Bohne (* 9. Januar 1903 in Burg (bei Magdeburg); † 5. Januar 1944 in Hamburg) war ein Sportler, Kommunist und Widerstandskämpfer gegen den Nationalsozialismus.

## Leben

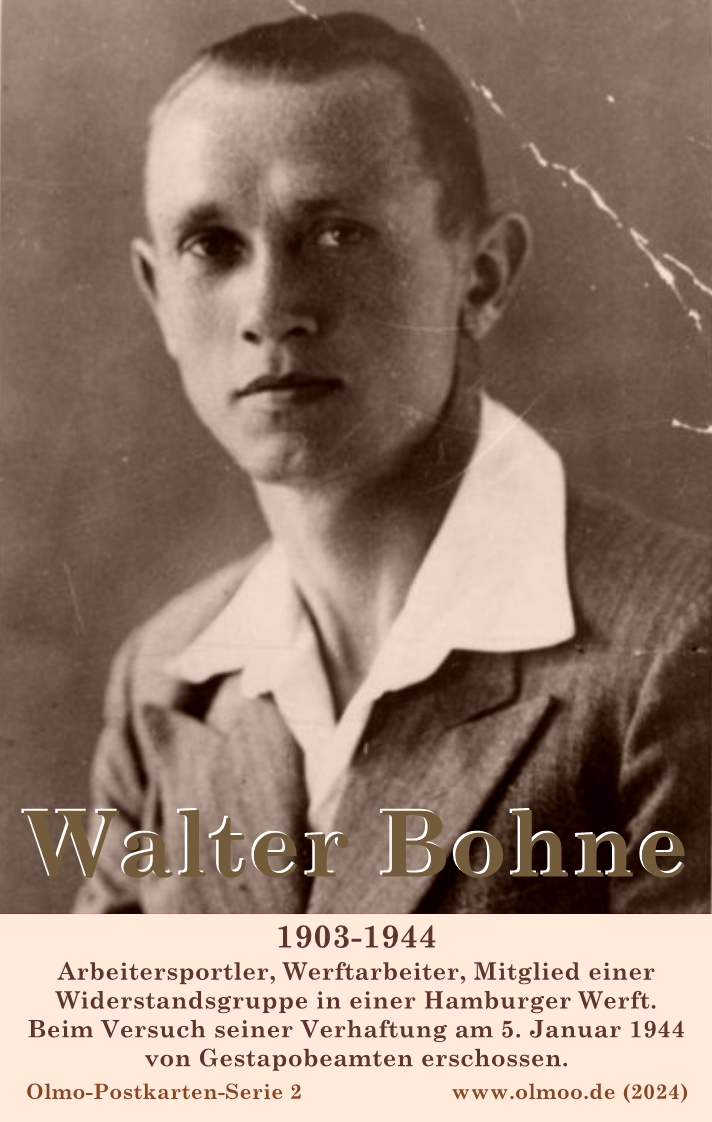

Walter Bohne wuchs in der Familie eines Schneidermeisters auf und wurde schließlich Schiffbauer. 1921 schloss er sich dem Kommunistischen Jugendverband KJVD an und trat kurze Zeit später der KPD bei. Als begeisterter Sportler war er unter anderem in der Arbeitersportbewegung aktiv. 1928 zog Bohne nach Hamburg und baute dort die Rote Sportbewegung auf. Bohne war als Leichtathlet und Feldhandballer zunächst aktiv beim SC Lorbeer 06 aus dem Hafenarbeiter-Viertel Rothenburgsort und gründete später den oppositionellen FSV Lorbeer 1932. Er war zeitweise "Rotsport"-Landesleiter Wasserkante und auch für die Zeitschrift "Roter Nordsport" mitverantwortlich.
1933 arbeitete er zunächst illegal, worauf er 1934 verhaftet und zu zwei Jahren Zuchthaus verurteilt wurde. Nach seiner Entlassung suchte er frühere politische Freunde auf und konnte bis 1939 einen Kreis kommunistischer Arbeitersportler um sich sammeln. 1941 schloss sich Bohne der kommunistischen Widerstandsgruppe um Bernhard Bästlein an und leitete die Industriegruppe Werften.

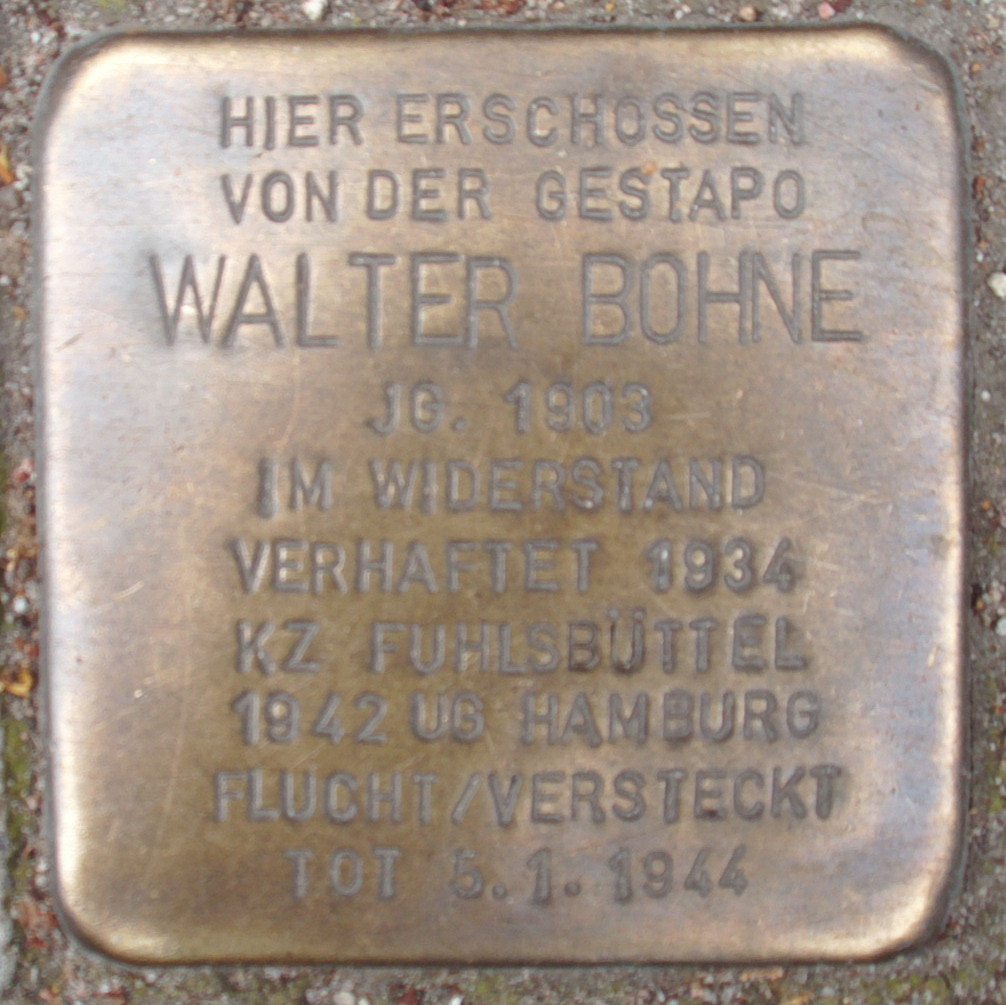
Stolperstein für Walter Bohne in Hamburg-Harvestehude

Bei seiner Verhaftung im Oktober 1942 leistete er Widerstand und wurde verletzt. Nach dem Bombenangriff auf Hamburg Ende Juli 1943 konnte er untertauchen und begann, erneut eine Widerstandsgruppe zu bilden. Als am 5. Januar 1944 drei Gestapobeamte ihn verhaften wollten, widersetzte er sich ihnen und wurde daraufhin erschossen. Sein Mörder, Kriminalsekretär Harry Helms, erhielt 1949 eine Zuchthausstrafe von neun Jahren (vorzeitige Haftentlassung Ende 1953).
Zur Erinnerung an Walter Bohne wurde in Hamburg an der Stelle seiner Ermordung – Klosterstern 5 – ein Stolperstein verlegt. In der DDR wurde 1963 eine Briefmarke zu Bohne herausgegeben.